# 테툼어 위키백과

테툼어 위키백과는 테툼어로 운영되는 위키백과 언어판이다. 2006년에 시작되었다. 기호는 tet이다.